# Енцо Гамбаро
Енцо Гамбаро (італ. Enzo Gambaro, нар. 23 лютого 1966, Генуя) — італійський футболіст, що грав на позиції лівого захисника за низку італійських і іноземних клубних команд. По завершенні ігрової кар'єри — тренер.

## Ігрова кар'єра
Народився 23 лютого 1966 року в Генуї. Вихованець футбольної школи місцевої «Сампдорії». Дорослу футбольну кар'єру розпочав 1984 року в основній команді того ж клубу, взявши протягом сезону участь у двох матчах чемпіонату. Того сезону виборов титул володаря Кубка Італії.
Протягом 1985/86 року на правах оренди грав за третьоліговий «Прато», після чого ще один сезон повернувся до «Сампдорії». 
Згодом, влітку 1987 року, на правах повноцінного контракту перейшов до друголігової «Парми», в якій став стабільним гравцем основного складу. На правах оренди на початку сезону 1988/89 провів декілька кубкових ігор за вищолігову «Чезену», після чого повернувся до «Парми». 1990 року допоміг команді підвищитися у класі і сезон 1990/91 проводив в елітному італійському дивізіоні, де також був безумовним гравцем основного складу.
1991 року перейшов до тогочасного лідера італійського футболу, клубу «Мілан». У складі «россонері» не зумів вибороти місце в основному складі і протягом переможних для команди у чемпіонаті сезонів 1991/92 та 1992/93 відіграв за неї відповідно 5 і 11 матчів.
Згодом протягом 1993–1995 років на правах оренди захищав кольори інших команд Серії A — «Наполі», «Фіорентини» та «Реджяни», після чого на початку 1996 року на правах повноцінного контракту приєднався до англійського вищолігового «Болтон Вондерерз». За декілька місяців перейшов до друголігового «Грімсбі Таун», в якому також не заграв. Натомість протягом сезону 1996/97 грав в Австрії за  «Штурм» (Грац).
Завершував ігрову кар'єру на батьківщині, у команді «Трієстина», за яку виступав протягом 1997—1999 років на рівні четвертого італійського дивізіону.

## Кар'єра тренера
Протягом частини 2016 року очолював тренерський штаб нижчолігової команди «Брера».

## Статистика виступів

### Статистика клубних виступів
| Сезон                 | Команда               | Чемпіонат             | Чемпіонат | Чемпіонат | Національний кубок | Національний кубок | Національний кубок | Континентальні кубки | Континентальні кубки | Континентальні кубки | Інші змагання | Інші змагання | Інші змагання | Усього | Усього |
| Сезон                 | Команда               | Ліга                  | Ігор      | Голів     | Ліга               | Ігор               | Голів              | Ліга                 | Ігор                 | Голів                | Ліга          | Ігор          | Голів         | Ігор   | Голів  |
| --------------------- | --------------------- | --------------------- | --------- | --------- | ------------------ | ------------------ | ------------------ | -------------------- | -------------------- | -------------------- | ------------- | ------------- | ------------- | ------ | ------ |
| 1984–85               | «Сампдорія»           | A                     | 2         | 0         | КІ                 | 1                  | 0                  | -                    | -                    | -                    | -             | -             | -             | 3      | 0      |
| 1985–86               | «Прато»               | C1                    | 33        | 0         | КІ-C               | ?                  | ?                  | -                    | -                    | -                    | -             | -             | -             | 33+    | 0+     |
| 1986–87               | «Сампдорія»           | A                     | 16        | 0         | КІ                 | 3                  | 0                  | -                    | -                    | -                    | -             | -             | -             | 19     | 0      |
| Усього за «Сампдорію» | Усього за «Сампдорію» | Усього за «Сампдорію» | 18        | 0         |                    | 4                  | 0                  |                      | -                    | -                    |               | -             | -             | 22     | 0      |
| 1987–88               | «Парма»               | B                     | 34        | 2         | КІ                 | 7                  | 0                  | -                    | -                    | -                    | -             | -             | -             | 33     | 2      |
| лип.-вер. 1988        | «Чезена»              | A                     | 0         | 0         | КІ                 | 4                  | 0                  | -                    | -                    | -                    | -             | -             | -             | 4      | 0      |
| вер. 1988–89          | «Парма»               | B                     | 29        | 0         | КІ                 | 0                  | 0                  | -                    | -                    | -                    | -             | -             | -             | 29     | 0      |
| 1989–90               | «Парма»               | B                     | 35        | 1         | КІ                 | 1                  | 0                  | -                    | -                    | -                    | -             | -             | -             | 36     | 1      |
| 1990–91               | «Парма»               | A                     | 34        | 0         | КІ                 | 2                  | 0                  | -                    | -                    | -                    | -             | -             | -             | 36     | 0      |
| Усього за «Парму»     | Усього за «Парму»     | Усього за «Парму»     | 132       | 3         |                    | 10                 | 0                  |                      | -                    | -                    |               | -             | -             | 142    | 3      |
| 1991–92               | «Мілан»               | A                     | 5         | 0         | КІ                 | 4                  | 0                  | -                    | -                    | -                    | -             | -             | -             | 9      | 0      |
| 1992–93               | «Мілан»               | A                     | 11        | 0         | КІ                 | 4                  | 0                  | ЛЧ                   | 5                    | 0                    | СІ            | 0             | 0             | 20     | 0      |
| Усього за «Мілан»     | Усього за «Мілан»     | Усього за «Мілан»     | 16        | 0         |                    | 8                  | 0                  |                      | 5                    | 0                    |               | 0             | 0             | 29     | 0      |
| 1993–94               | «Наполі»              | A                     | 33        | 1         | КІ                 | 2                  | 0                  | -                    | -                    | -                    | -             | -             | -             | 35     | 1      |
| лип.-вер. 1994        | «Фіорентина»          | A                     | 2         | 0         | КІ                 | 1                  | 0                  | -                    | -                    | -                    | -             | -             | -             | 3      | 0      |
| вер. 1994–95          | «Реджяна»             | A                     | 17        | 0         | КІ                 | 1                  | 0                  | -                    | -                    | -                    | -             | -             | -             | 18     | 0      |
| січ.-бер. 1996        | «Болтон Вондерерз»    | ПЛ                    | 0         | 0         | КА+КЛ              | 0                  | 0                  | -                    | -                    | -                    | -             | -             | -             | 0      | 0      |
| бер.-черв. 1996       | «Грімсбі Таун»        | 1Д                    | 1         | 0         | КА+КЛ              | 0                  | 0                  | -                    | -                    | -                    | -             | -             | -             | 1      | 0      |
| 1996–97               | «Штурм» (Грац)        | БД                    | 14        | 1         | КА                 | 2                  | 0                  | КВК                  | 1                    | 0                    | СА            | 0             | 0             | 17     | 1      |
| 1997–98               | «Трієстина»           | C2                    | 14        | 0         | КІ-C               | ?                  | ?                  | -                    | -                    | -                    | -             | -             | -             | 14+    | 0+     |
| 1998–99               | «Трієстина»           | C2                    | 14        | 0         | КІ-C               | ?                  | ?                  | -                    | -                    | -                    | -             | -             | -             | 14+    | 0+     |
| Усього за «Трієстини» | Усього за «Трієстини» | Усього за «Трієстини» | 28        | 0         |                    | ?                  | ?                  |                      | -                    | -                    |               | -             | -             | 28+    | 0+     |
| Усього за кар'єру     | Усього за кар'єру     | Усього за кар'єру     | 294       | 5         |                    | 32+                | 0+                 |                      | 6                    | 0                    |               | 0             | 0             | 332+   | 5+     |

## Титули і досягнення
- Чемпіон Італії (2):

«Мілан»: 1991-1992, 1992-1993
- Володар Кубка Італії (1):

«Сампдорія»: 1984-1985
- Володар Суперкубка Італії з футболу (1):

«Мілан»: 1992